# Josha Salchow
Josha Salchow (* 2. Juli 1999 in Troisdorf) ist ein deutscher Schwimmer.
Salchow nahm am Europäischen Olympischen Sommer-Jugendfestival 2015 in Tiflis teil, wo er mit der 4-mal-100-Meter-Freistilstaffel eine Silbermedaille gewann.
Sein erstes Finale bei Europameisterschaften erreichte Salchow 2021 in Budapest mit der 4-mal-100-Meter-Lagenstaffel. Ab Sommer 2022 trainierte Salchow für zwei Jahre im australischen Adelaide. Bei den Kurzbahnweltmeisterschaften 2022 erreichte er mit der 4-mal-50-Meter-Lagenstaffel mit neuem deutschen Rekord den sechsten Platz.
Bei den Weltmeisterschaften 2023 in Fukuoka erreichte Salchow die Finals mit der 4-mal-200-Meter-Freistil Staffel (Platz 7) und der 4-mal-100-Meter-Lagen-Staffel (Platz 8). Im April 2024 stellte Salchow bei den Berlin Swim Open mit einer Zeit von 47,85 s einen neuen deutschen Rekord über 100 Meter Freistil auf.
Bei den Olympischen Sommerspielen 2024 in Paris erreichte Salchow drei Finals. Mit der deutschen 4-mal-100-Meter-Freistilstaffel stellte er einen neuen deutschen Rekord von 3:12,29 Minuten auf, während er mit der 4-mal-200-Meter-Freistilstaffel Platz acht erreichte. Im Einzelschwimmen über 100 Meter Freistil erreichte er als erster Deutscher seit Christian Tröger im Jahr 1992 das Finale. Mit einem neuen deutschen Rekord von 47,80 s wurde er dort Sechster.